# Alain II d'Avaugour
Pour les articles homonymes, voir Alain.
Alain II d'Avaugour (né en 1224 et mort après 1267), héritier d'Avaugour et du Goëlo, fut seigneur de Dinan et baron de Mayenne.

## Un héritier
Alain II d'Avaugour est le fils aîné d'Henri II et de Marguerite de Mayenne.
Il épouse en 1246 Clémence de Beaufort, fille d'Alain de Beaufort et d'Havoise de Dinan et à ce titre héritière de la moitié de la seigneurie de Dinan dite Dinan-Nord comprenant Jugon. Après la mort de sa mère et de sa tante en 1256, il hérite aussi des seigneuries de Mayenne et de Dinan-Bécherel avec Léhon réunissant ainsi les deux seigneuries de Dinan séparées depuis 1123.
Alain II d'Avaugour seigneur de l'ensemble de la ville serait en fait à l'origine de la fondation du couvent des Cordeliers souvent attribuée à son père. En sa qualité de baron de Mayenne, il fit quelques dons à l'abbaye de Fontaine-Daniel (1265), à la commanderie de Quittay et au prieuré de Fontaine-Géhard, déclarant que si quelquefois il y avait reçu l’hospitalité c'était à titre de bienséance et sans droit strict. 
En 1264 il cède l'ensemble du patrimoine hérité de sa mère et celui de son épouse à Dinan au duc Jean Ier de Bretagne pour 16 000 livres Tournois. Son père invoque alors  « la folie, la prodigalié et l'incompétence à gouverner » de son fils et tente de faire annuler la transaction par la Cour de Justice Royale de Paris en 1267 au nom de son petit-fils Henri III d'Avaugour. Il s'ensuivra une longue procédure qui permettra à Henri III d'Avaugour de récupérer une partie du patrimoine de sa mère notamment la seigneurie de Dinan Nord vers 1287. Alain II d'Avaugour était à cette époque mort après avoir quitté la Bretagne pour vivre dans les domaines de sa seconde épouse puisque l'on perd sa trace après 1268. Il vivait encore au mois d'avril 1268, mais dut mourir peu après.

## Unions et postérité
Alain II d'Avaugour contracta deux unions :
1) Clémence de Beaufort en Pléguer, Dame de Dinan-Nord et de Bécherel morte avant 1249 dont :
- Henri III d'Avaugour ;
- Alix d'Avaugour, Dame de Frimandouret. Elle épouse Jean, seigneur de Kergorlay ;

- Jeanne d'Avaugour, dame de La Roche-Suhart en Trémuson (+ 1299, inhumée aux Cordeliers de Dinan), qui épouse :
  - en  juin 1287 Geoffroy IV de Dinan-Montafilant (vers 1260 † 9 mars 1312 inhumé aux Cordeliers de Dinan), chevalier, seigneur de Montafilant en Corseul, de Runfao en Ploubezre et du Guildo en Créhen.

2) Marie de Beaumont-en-Gâtinais, dame de Brétigny, fille de Guillaume de Beaumont Comte de Caserte au royaume de Naples et veuve de Jean de Clermont.

## Sources
- « Alain II d'Avaugour », dans Alphonse-Victor Angot et Ferdinand Gaugain, Dictionnaire historique, topographique et biographique de la Mayenne, Laval, A. Goupil, 1900-1910 [détail des éditions] (BNF 34106789, présentation en ligne), t. I.
- Peter Meazey, Dinan au temps des Seigneurs Éditions de la Plomée Guingamp (1997)  (ISBN 978-2-912113-00-9)